# Clap Your Hands
Clap Your Hands è un singolo del DJ francese Kungs, pubblicato il 18 febbraio 2022 come quarto estratto dal secondo album in studio Club Azur.

## Descrizione
Si tratta di un inno alle feste e la parte vocale è affidata ad un coro di bambini campionato dalla canzone Happy Song dei Baby's Gang.

## Video musicale
Il video musicale è stato reso disponibile in concomitanza con l'uscita del singolo.

## Tracce
Testi e musiche di Valentin Brunel, Ottavio Bacciocchi, Amanda Warner, Alfredo Pignagnoli, Peter Wade Keusch, Andrew Jackson, Tom Mann e Ivana Spagna.
Download digitale – BCBC Remix
1. Clap Your Hands (BCBC Remix) – 2:34

Download digitale – Vladimir Cauchemar Remix
1. Clap Your Hands (Vladimir Cauchemar Remix) – 2:28

Download digitale – Robin Schulz Remix
1. Clap Your Hands (Robin Schulz Remix Edit) – 3:07
2. Clap Your Hands (Robin Schulz Remix) – 4:05

Download digitale – Öwnboss & Selva Remix
1. Clap Your Hands (Öwnboss & Selva Remix Radio) – 2:38
2. Clap Your Hands (Öwnboss & Selva Remix Extended Mix) – 4:23

## Classifiche

### Classifiche settimanali
| Classifica (2022) | Posizione massima |
| ----------------- | ----------------- |
| Belgio (Vallonia) | 4                 |
| Croazia           | 25                |
| Francia           | 19                |
| Italia            | 19                |
| Polonia           | 29                |
| Ungheria          | 9                 |

### Classifiche di fine anno
| Classifica (2022) | Posizione |
| ----------------- | --------- |
| Belgio (Vallonia) | 20        |
| Francia           | 47        |
| Italia            | 61        |